# Arfaxad
Arfaxad (hebreo: אַרְפַּכְשַׁד, ʾArpaḵšaḏ, griego: Ἀρφαξάδ,  Arphaxád, quizás un nombre geográfico relacionado con una raíz que significa límite), a veces escrito Arphaxad o Arphacsad, es un personaje bíblico; uno de los cinco hijos de Sem, el hijo de Noé (Gén. 10:22,24; 11:10-13 y 1 Cr. 1:17-1). Nació dos años después del diluvio, cuando su padre Sem tenía cien años. Sus hermanos fueron Elam, Asur, Lud y Aram, todos ellos epónimos de los pueblos mesopotámicos y sirios vecinos de Israel.
En el texto hebreo (Masorético) se lo considera padre de Sala y ancestro del patriarca Abraham. La versión griega (Septuaginta) llama Cainán a su hijo y menciona a Sala como su nieto. Siguiendo esta versión, el evangelio de Lucas, en el Nuevo Testamento, lo menciona como ancestro de Jesús.
El Libro de los Jubileos menciona a Sedequetelebab como madre del patriarca y a Rasuhaya, hija de Susan hijo de Elam, como su esposa. También aquí Cainán es hijo de Arfaxad.
Según las visiones y revelaciones privadas de la beata Ana Catalina Emmerick, el patriarca Arfaxad fue el hijo predilecto de Sem, era un vaso de elección de sabiduría, cuyas enseñanzas fueron posteriormente pervertidas por paganos idólatras que dieron origen a los magos.

## Identificación
Arfaxad, como otros personajes de la Tabla de Naciones, corresponde al antepasado epónimo de un pueblo o etnia relacionada con los hebreos. El mencionado libro de los Jubileos, indica que es el padre de  Ura y Kesed, fundadores de Ur de los Caldeos. Los eruditos judíos y musulmanes desde la Edad Media, lo asociaron con la región del norte de Mesopotamia, en las proximidades de Urfa. En el siglo XX, Donald Redford propuso que el nombre, inexplicable, fuera una designación de Babilonia.

## Arfaxad rey de los medos
En el libro de Judit (deuterocanónico para los católicos y apócrifo para los protestantes) aparece un Arfaxad. "rey de los medos" contemporáneo de Nabucodonosor II, pero dado que el libro carece de historicidad, se supone que se trata de la versión legendaria de algún soberano medo como Ciajares  o Fraortes.